# Křížová cesta (Dunajovice)
Křížová cesta v Dunajovicích na Jindřichohradecku se nachází přibližně 1 km jižně od obce na Dunajovické hoře (Velký les), cca 6 km severozápadně od centra Třeboně.

## Historie
Křížová cesta má 14 zděných kapliček s kamenným křížem na vrcholu a s nikou s pašijovými obrazy od děkana Bedřicha Kamarýta z Deštné. Kapličky tvoří okruh dlouhý 1,3 kilometru, XI. kaplička stojí mimo hlavní cestu na okraji lomu. Křížová cesta vychází od kaple svatého Kříže, obchází zatopený kamenolom a vrací se zpět ke kapli.
Novobarokní poutní kaple svatého Kříže řečená „U Pána Krista“ byla postavena v 18. století nad pramenem podle pověsti léčivým. V roce 1885 poskytla Eufrasie Steinerová, matka představená sv. Karla Boromejského v Třeboni, dar na vybudování zdejší křížové cesty. K tomu se přidali i občané z okolí a tak kromě výstavby křížové cesty byla poutní kaple svatého Kříže přestavěna. Slavnostní pouť s požehnáním novým stavbám se uskutečnila 27. září 1885.
V 50. letech 20. století byly poutě zrušeny (zakázány) a obnoveny pak byly po roce 1989. Poutní místo prošlo v roce 2007 a 2009 rekonstrukcí.
K tradici Dunajovické hory patří, že každoročně na sedmou neděli po Velikonocích (na Svatodušní svátky) je u kapličky na Dunajovické hoře sloužena poutní mše svatá.